# Слейд, Крис
Крис Слейд (англ. Chris Slade; настоящее имя Кристофер Рис, англ. Christopher Rees; род. 30 октября 1946, Понтиприт, Уэльс) — британский барабанщик.
Известен по сотрудничеству со многими исполнителями: Гэри Ньюман, Том Джонс, Оливия Ньютон-Джон (в группе Toomorrow), Uriah Heep. Был участником группы Manfred Mann's Earth Band с 1972 по 1978 годы. В 1980-е годы играл в группе The Firm. Сотрудничал с Дэвидом Гилмором.
Наибольшую известность он получил, играя в группе AC/DC, куда его пригласили в 1989 году после ухода Саймона Райта. Первоначально планировалось, что Слейд будет приглашён временно, а затем, уже во время записи альбома, ему предложили остаться. С ним группа записала альбом The Razor's Edge и отыграла последовавший за ним тур. После четырёх лет пребывания в группе Слейд принял решение покинуть состав, не дожидаясь увольнения, после того как братья Янги помирились с прежним барабанщиком Филом Раддом.
После этого Слейд провёл несколько лет в сельской местности Великобритании, пока в 1999 году не получил предложение от Джеффа Даунса из британской прог-рок-группы Asia. Слейд играл в группе шесть лет, и покинул её в сентябре 2005 года.
В 2015 году вновь сыграл с AC/DC на Grammy 2015. С февраля 2015 года участвовал с группой в туре 2015 года Rock or Bust World Tour вместо Фила Радда.

## Дискография
с Томом Джонсом
- Along Came Jones (1965)
- A-Tom-ic Jones (1966)
- From The Heart (1966)
- Green, Green Grass of Home (1967)
- Live: at the Talk of the Town (1967)
- 13 Smash Hits (1967)
- Delilah (1968)

Toomorrow
- Toomorrow (1970)

Tom Paxton
- How Come the Sun (1971)

Manfred Mann’s Earth Band
- Manfred Mann’s Earth Band (1972)
- Glorified Magnified (1972)
- Messin’ (1973)
- Solar Fire (1973)
- The Good Earth (1974)
- Nightingales and Bombers (1975)
- The Roaring Silence (1976)
- Watch (1978)

Terra Nova
- Terra Nova (1978)

Kai Olsson
- Crazy Love (1979)

Frankie Miller
- Falling in Love (1979)

Uriah Heep
- Conquest (1980)

Gary Numan
- I, Assassin (1982)

Denny Laine
- Anyone Can Fly (1982)

The Firm
- The Firm (1985)
- Mean Business (1986)

AC/DC
- The Razor’s Edge (1990)
- Live (1992)
- «Big Gun» (1993)

Asia
- Aura (2001)
- Silent Nation (2004)

Bloodstock
- Creator of Worlds

Damage Control
- Raw (2006)